# Péricopes de Salzbourg
L'évangéliaire ou Livre des péricopes de Salzbourg est un manuscrit enluminé, contenant les péricopes, réalisé dans l'abbaye Saint-Pierre de Salzbourg. Il est actuellement conservé à la Bibliothèque d'État de Bavière. 

## Historique
Le manuscrit a été commandé ou réalisé pour Hartwig von Ortenburg, archevêque de Salzbourg à la fin de son épiscopat, vers 1020. Par la suite, la trace du manuscrit se perd. Il réapparait au début du XIXe siècle : il est saisi par les troupes françaises dans la cathédrale de Salzbourg vers 1800 comme prise de guerre et apporté à la Bibliothèque nationale de France. Il est finalement restitué et intégré à la Bibliothèque d'État de Bavière. 

## Description
Le manuscrit contient 19 miniatures en pleine page et 70 lettrines ornées sur un total de 70 folios. Leur style est inspiré de l'enluminure byzantine ainsi que des manuscrits du scriptorium de Ratisbonne de la même époque. 